# ایمان مروش
ایمان مروش (زادهٔ ۲۵ آوریل ۱۹۹۴) بازیکن فوتبال است.
وی همچنین در تیم ملی فوتبال الجزایر بازی کرده‌است.